# ساوکوویچ
ساوکوویچ (به صربی: Savković) یک منطقهٔ مسکونی در صربستان است که در یوبووییا واقع شده‌است.